# Citou
Citou [situ]  est une commune française située dans le Nord du département de l'Aude en région Occitanie. C'est un village connu localement pour sa production d'oignons doux et de cerises. Tous les ans, vers la Toussaint, est organisée la Fête de l'oignon. Citou possède un ancien fort appelé château, une chapelle de caractère dite chapelle Saint-Jean et un ensemble de six fontaines qui coulent sans interruption été comme hiver.
Sur le plan historique et culturel, la commune fait partie du Minervois, un pays de basses collines qui s'étend du Cabardès, à l'ouest, au Biterrois à l'est, et de la Montagne Noire, au nord, jusqu'au fleuve Aude au sud. Exposée à un climat méditerranéen, elle est drainée par l'Argent-Double, le ruisseau de Castanviels, le ruisseau de Linze, le ruisseau du Cros et par divers autres petits cours d'eau. La commune possède un patrimoine naturel remarquable : un site Natura 2000 (« les causses du Minervois ») et six zones naturelles d'intérêt écologique, faunistique et floristique.
Citou est une commune rurale qui compte 99 habitants en 2022, après avoir connu un pic de population de 669 habitants en 1831. Elle fait partie de l'aire d'attraction de Carcassonne. Ses habitants sont appelés les Citounels ou  Citounelles.
Le patrimoine architectural de la commune comprend deux  immeubles protégés au titre des monuments historiques : la chapelle Saint-Jean, inscrite en 1948, et le château, inscrit en 1948.

## Géographie

### Localisation
Citou est une commune du Minervois sur l'Argent-Double. Elle est limitrophe du département de l'Hérault.

### Communes limitrophes
Les communes limitrophes sont  Cabrespine, Caunes-Minervois, Félines-Minervois et Lespinassière.
|            | Lespinassière    |                             |
| Cabrespine | Citou            | Félines-Minervois (Hérault) |
|            | Caunes-Minervois |                             |

### Géologie et relief
Citou se situe en zone de sismicité 1 (sismicité très faible).

### Hydrographie
La commune est dans la région hydrographique « Côtiers méditerranéens », au sein du bassin hydrographique Rhône-Méditerranée-Corse. Elle est drainée par l'Argent-Double, le ruisseau de Castanviels, le ruisseau de Linze, le ruisseau du Cros, le ruisseau de Fréjalaigue, le ruisseau des Andots, le ruisseau des Escaliers, le ruisseau du Bosquet et le ruisseau du Gazel, qui constituent un réseau hydrographique de 24 km de longueur totale,.
L'Argent-Double, d'une longueur totale de 37,4 km, prend sa source dans la commune de Lespinassière et s'écoule vers le sud. Il traverse la commune et se jette dans l'Aude à La Redorte, après avoir traversé 8 communes.

### Climat
Pour des articles plus généraux, voir Climat de l'Occitanie et Climat de l'Aude.
En 2010, le climat de la commune est de type climat méditerranéen altéré, selon une étude s'appuyant sur une série de données couvrant la période 1971-2000. En 2020, Météo-France publie une typologie des climats de la France métropolitaine dans laquelle la commune est dans une zone de transition entre le climat océanique altéré et le climat méditerranéen et est dans la région climatique Provence, Languedoc-Roussillon, caractérisée par une pluviométrie faible en été, un très bon ensoleillement (2 600 h/an), un été chaud (21,5 °C), un air très sec en été, sec en toutes saisons, des vents forts (fréquence de 40 à 50 % de vents > 5 m/s) et peu de brouillards.
Pour la période 1971-2000, la température annuelle moyenne est de 11,8 °C, avec une amplitude thermique annuelle de 15,1 °C. Le cumul annuel moyen de précipitations est de 1 300 mm, avec 11,3 jours de précipitations en janvier et 5,2 jours en juillet. Pour la période 1991-2020, la température moyenne annuelle observée sur la station météorologique la plus proche, située sur la commune de Caunes-Minervois à 6 km à vol d'oiseau, est de 13,9 °C et le cumul annuel moyen de précipitations est de 768,1 mm,. Pour l'avenir, les paramètres climatiques de la commune estimés pour 2050 selon différents scénarios d'émission de gaz à effet de serre sont consultables sur un site dédié publié par Météo-France en novembre 2022.

### Milieux naturels et biodiversité

#### Réseau Natura 2000

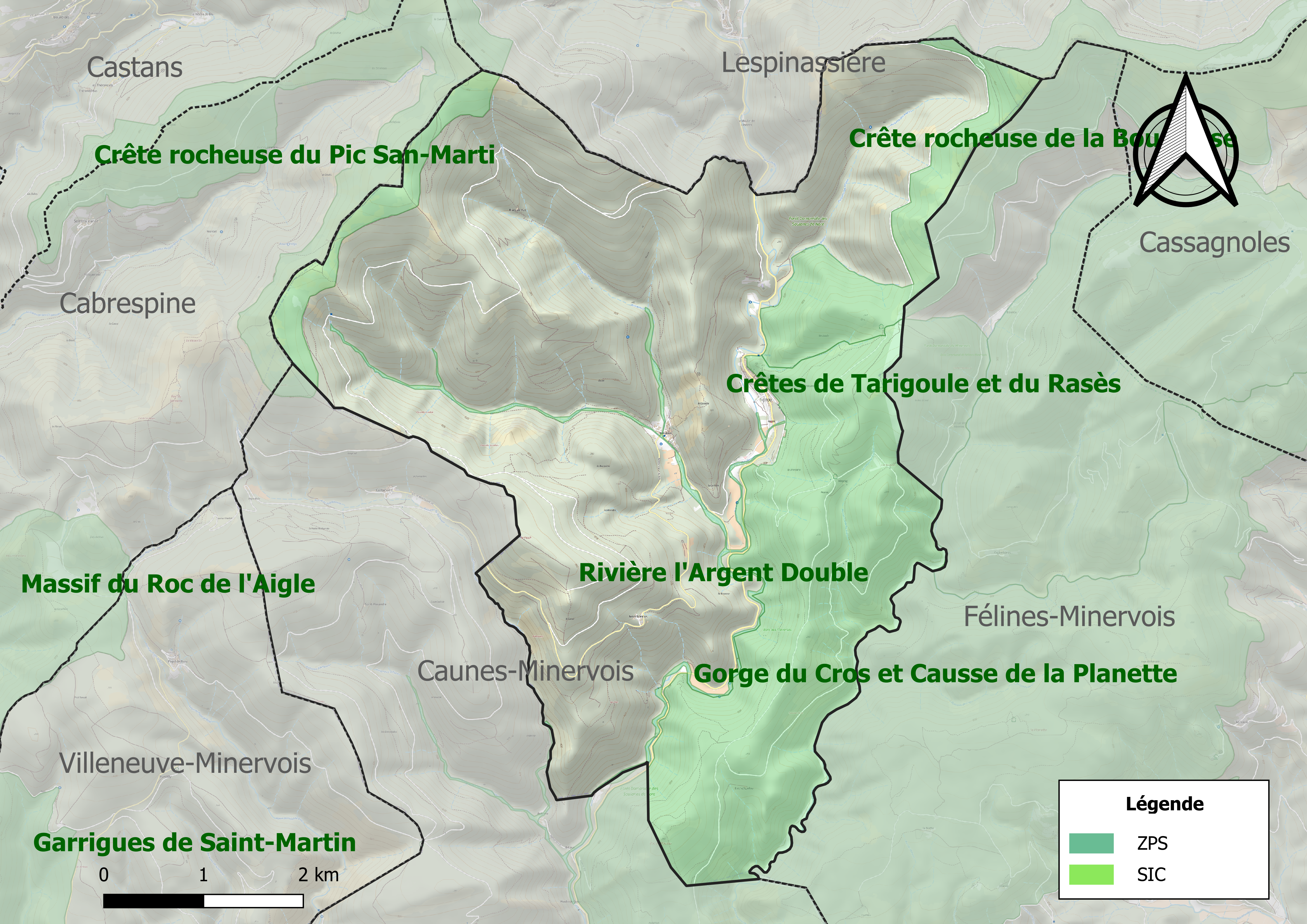
Site Natura 2000 sur le territoire communal.

Le réseau Natura 2000 est un réseau écologique européen de sites naturels d'intérêt écologique élaboré à partir des directives habitats et oiseaux, constitué de zones spéciales de conservation (ZSC) et de zones de protection spéciale (ZPS). Un site Natura 2000 a été défini sur la commune au titre de la directive habitats : « les causses du Minervois », d'une superficie de 21 805 ha, importants pour la conservation des gîtes et zones de chasse des chauves-souris cavernicoles que sont le Rhinolophe euryale, le Minioptère de Schreibers et le Murin de Capaccini.

#### Zones naturelles d'intérêt écologique, faunistique et floristique
L’inventaire des zones naturelles d'intérêt écologique, faunistique et floristique (ZNIEFF) a pour objectif de réaliser une couverture des zones les plus intéressantes sur le plan écologique, essentiellement dans la perspective d’améliorer la connaissance du patrimoine naturel national et de fournir aux différents décideurs un outil d’aide à la prise en compte de l’environnement dans l’aménagement du territoire. Quatre ZNIEFF de type 1 sont recensées sur la commune :
- la « crête rocheuse de la Bourrasse » (398 ha), couvrant 4 communes dont 2 dans l'Aude et 2 dans l'Hérault[17] ;
- la « crête rocheuse du Pic San-Marti » (293 ha), couvrant 5 communes du département[18] ;
- la « gorge du Cros et Causse de la Planette » (1 552 ha), couvrant 4 communes dont 2 dans l'Aude et 2 dans l'Hérault[19] ;
- la « rivière l'Argent Double » (27 ha), couvrant 2 communes du département[20] ;

et deux ZNIEFF de type 2, : 
- les « crêtes et piémonts de la Montagne Noire » (27 188 ha), couvrant 26 communes dont 24 dans l'Aude et 2 dans l'Hérault[21] ;
- le « Haut Minervois » (21 605 ha), couvrant 26 communes dont 5 dans l'Aude et 21 dans l'Hérault[22].

Carte des ZNIEFF de type 1 et 2 à Citou.
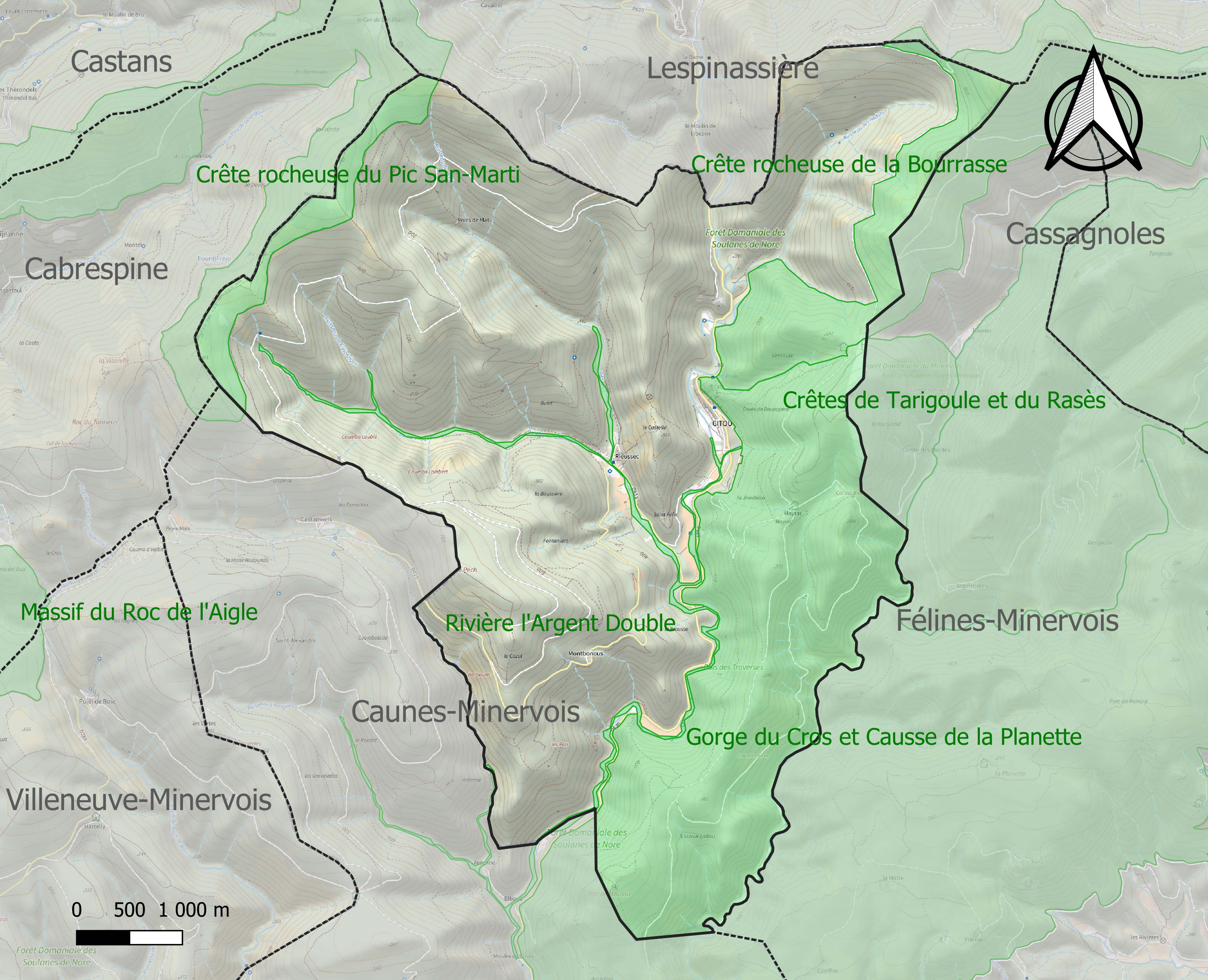
Carte des ZNIEFF de type 1 sur la commune.
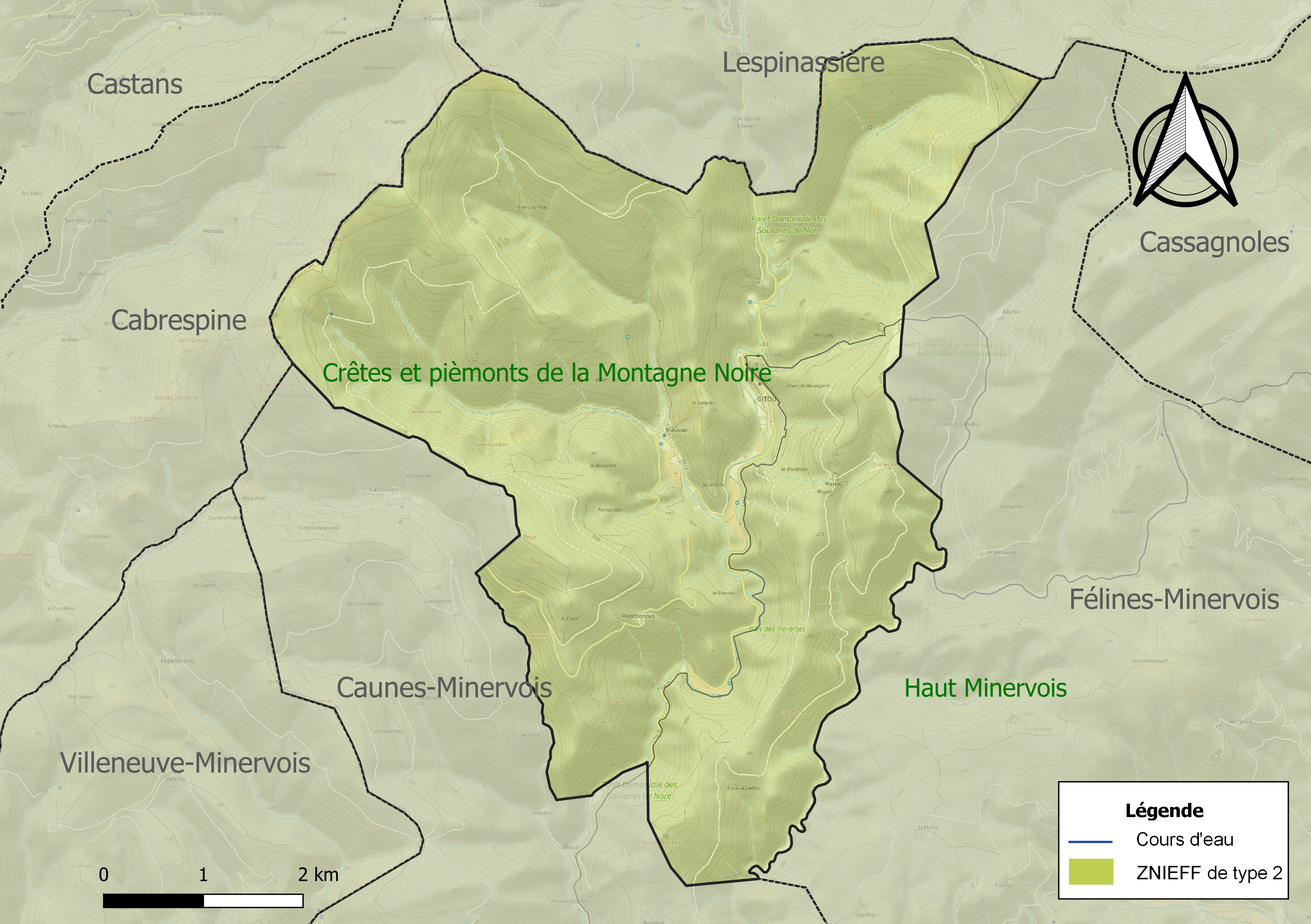
Carte des ZNIEFF de type 2 sur la commune.

## Urbanisme

### Typologie
Au 1er janvier 2024, Citou est catégorisée commune rurale à habitat très dispersé, selon la nouvelle grille communale de densité à 7 niveaux définie par l'Insee en 2022.
Elle est située hors unité urbaine. Par ailleurs la commune fait partie de l'aire d'attraction de Carcassonne, dont elle est une commune de la couronne,. Cette aire, qui regroupe 115 communes, est catégorisée dans les aires de 50 000 à moins de 200 000 habitants,.

### Occupation des sols
L'occupation des sols de la commune, telle qu'elle ressort de la base de données européenne d’occupation biophysique des sols Corine Land Cover (CLC), est marquée par l'importance des forêts et milieux semi-naturels (100 % en 2018), une proportion identique à celle de 1990 (100 %). La répartition détaillée en 2018 est la suivante : forêts (89,7 %), milieux à végétation arbustive et/ou herbacée (10,3 %). L'évolution de l’occupation des sols de la commune et de ses infrastructures peut être observée sur les différentes représentations cartographiques du territoire : la carte de Cassini (XVIIIe siècle), la carte d'état-major (1820-1866) et les cartes ou photos aériennes de l'IGN pour la période actuelle (1950 à aujourd'hui).

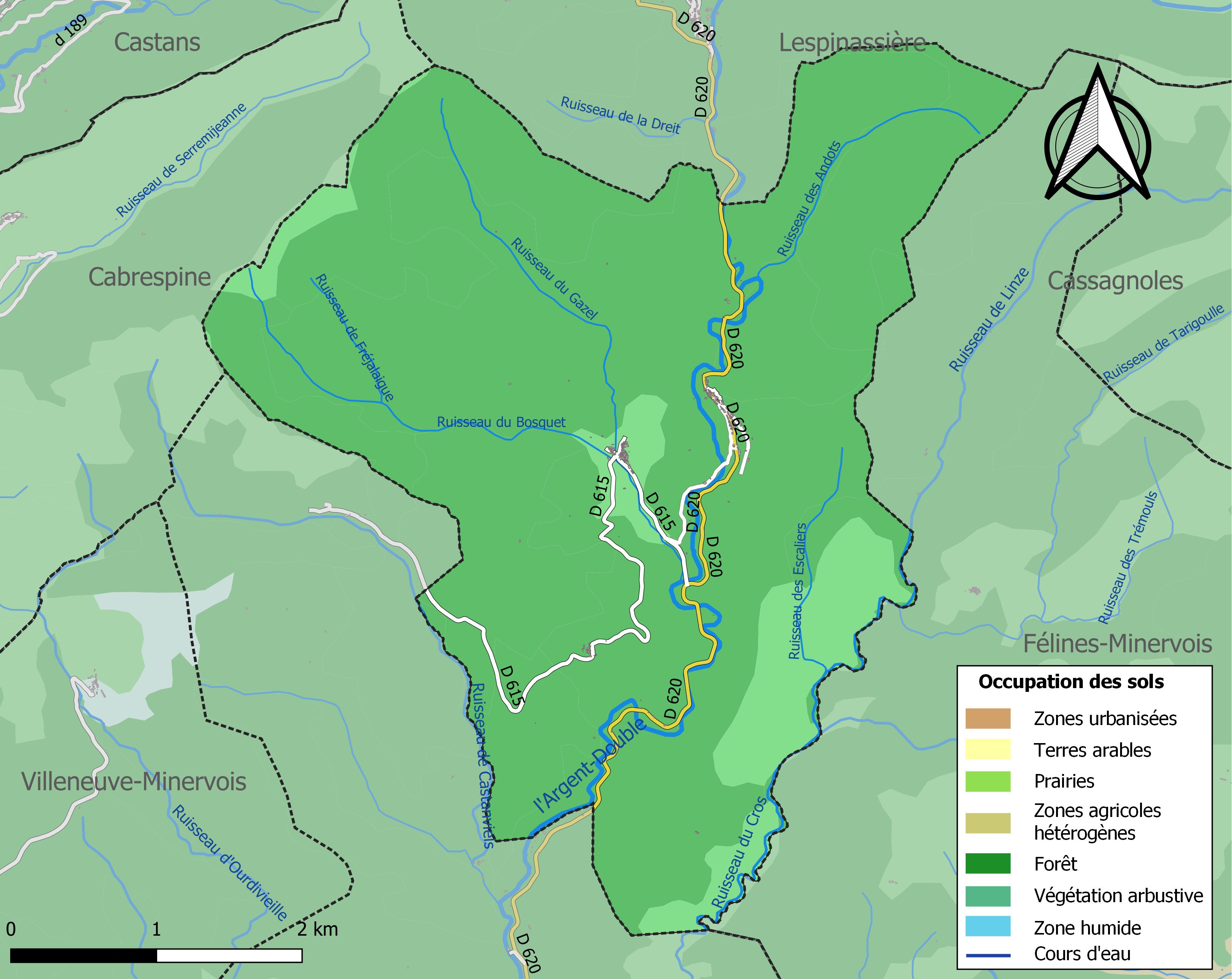
Carte des infrastructures et de l'occupation des sols de la commune en 2018 (CLC).

### Risques majeurs
Le territoire de la commune de Citou est vulnérable à différents aléas naturels : météorologiques (tempête, orage, neige, grand froid, canicule ou sécheresse), inondations, feux de forêts et séisme (sismicité très faible). Il est également exposé à un risque particulier : le risque de radon. Un site publié par le BRGM permet d'évaluer simplement et rapidement les risques d'un bien localisé soit par son adresse soit par le numéro de sa parcelle.

#### Risques naturels
Certaines parties du territoire communal sont susceptibles d’être affectées par le risque d’inondation par débordement de cours d'eau, notamment l'Argent-Double. La commune a été reconnue en état de catastrophe naturelle au titre des dommages causés par les inondations et coulées de boue survenues en 1982, 1987, 1992, 1995, 1999, 2009, 2011, 2017 et 2018,.

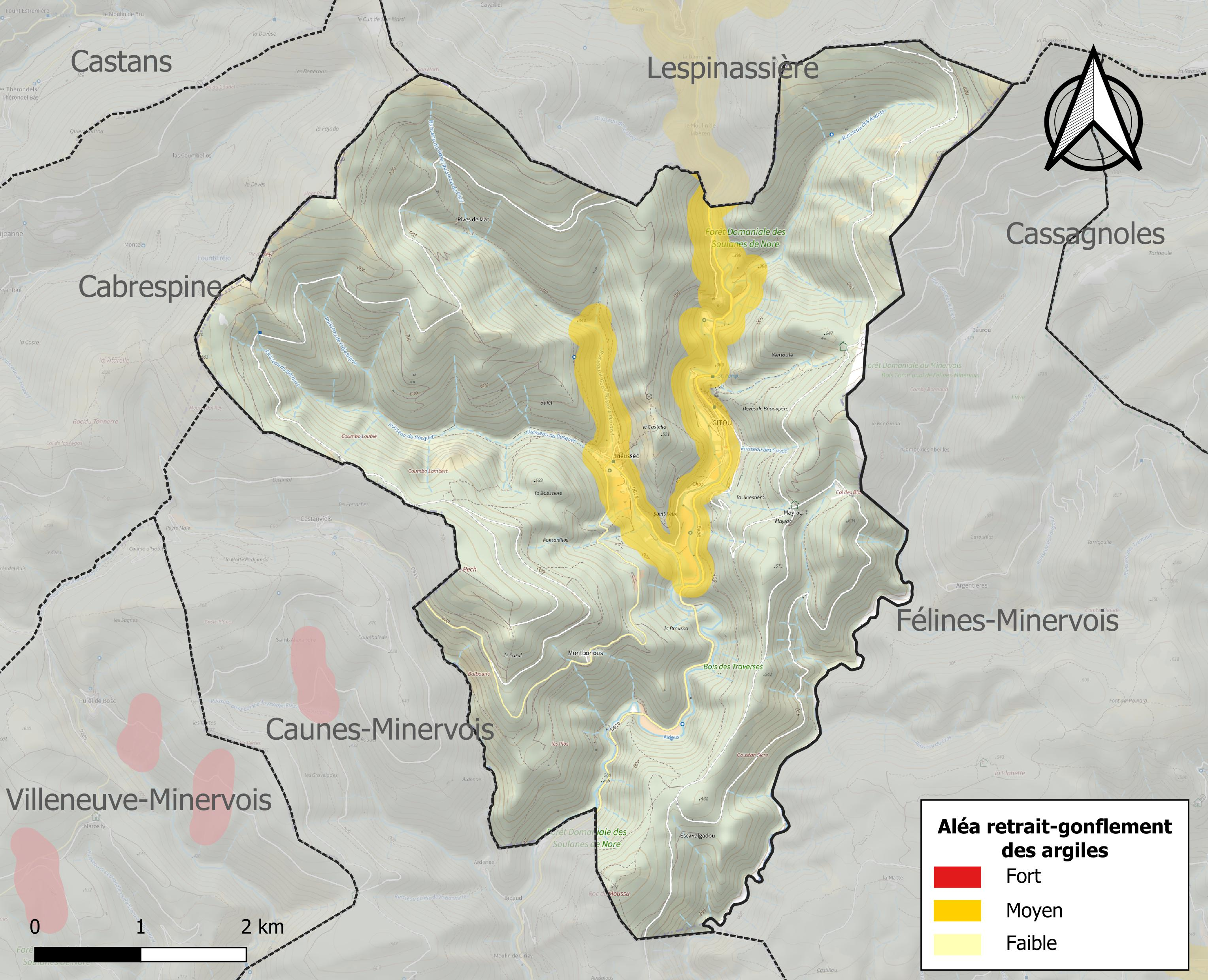
Carte des zones d'aléa retrait-gonflement des sols argileux de Citou.

Le retrait-gonflement des sols argileux est susceptible d'engendrer des dommages importants aux bâtiments en cas d’alternance de périodes de sécheresse et de pluie. 8,1 % de la superficie communale est en aléa moyen ou fort (75,2 % au niveau départemental et 48,5 % au niveau national). Sur les 99 bâtiments dénombrés sur la commune en 2019, 84 sont en aléa moyen ou fort, soit 85 %, à comparer aux 94 % au niveau départemental et 54 % au niveau national. Une cartographie de l'exposition du territoire national au retrait gonflement des sols argileux est disponible sur le site du BRGM,.

#### Risque particulier
Dans plusieurs parties du territoire national, le radon, accumulé dans certains logements ou autres locaux, peut constituer une source significative d’exposition de la population aux rayonnements ionisants. Certaines communes du département sont concernées par le risque radon à un niveau plus ou moins élevé. Selon la classification de 2018, la commune de Citou est classée en zone 2, à savoir zone à potentiel radon faible mais sur lesquelles des facteurs géologiques particuliers peuvent faciliter le transfert du radon vers les bâtiments.

## Histoire
D'après Mabillon, vers 780, Citou était le lieu où se trouvait le monastère Saint-Laurent in Olibegio qui a été ensuite déplacé pour devenir l'abbaye de Caunes-Minervois. Citou est resté une dépendance de l'abbaye de Caunes jusqu'à la Révolution. En 1183, l'abbé de Caunes rend hommage au roi pour le château de Citou. En 1189, Roger, vicomte de Béziers, engage le château de Citou qu'il tient de l'abbé de Caunes, à Bertrand de Saissac.

## Politique et administration

### Découpage territorial
La commune de Citou est membre de l'intercommunalité Carcassonne Agglo, un établissement public de coopération intercommunale (EPCI) à fiscalité propre créé le 21 décembre 2012 dont le siège est à Carcassonne. Ce dernier est par ailleurs membre d'autres groupements intercommunaux.
Sur le plan administratif, elle est rattachée à l'arrondissement de Carcassonne, au département de l'Aude, en tant que circonscription administrative de l'État, et à la région Occitanie.
Sur le plan électoral, elle dépend du canton du Haut-Minervois pour l'élection des conseillers départementaux, depuis le redécoupage cantonal de 2014 entré en vigueur en 2015, et de la première circonscription de l'Aude  pour les élections législatives, depuis le redécoupage électoral de 1986.

### Liste des maires
| Période                                  | Période  | Identité     | Étiquette          | Qualité                                                                     |
| ---------------------------------------- | -------- | ------------ | ------------------ | --------------------------------------------------------------------------- |
| mars 2001                                | En cours | Émile Busque | PS                 |                                                                             |
| 1912                                     | 1940     | Henri Gout   | Radical-socialiste | Médecin, député de l'Aude conseiller général du canton de Peyriac-Minervois |
| Les données manquantes sont à compléter. |          |              |                    |                                                                             |

## Démographie

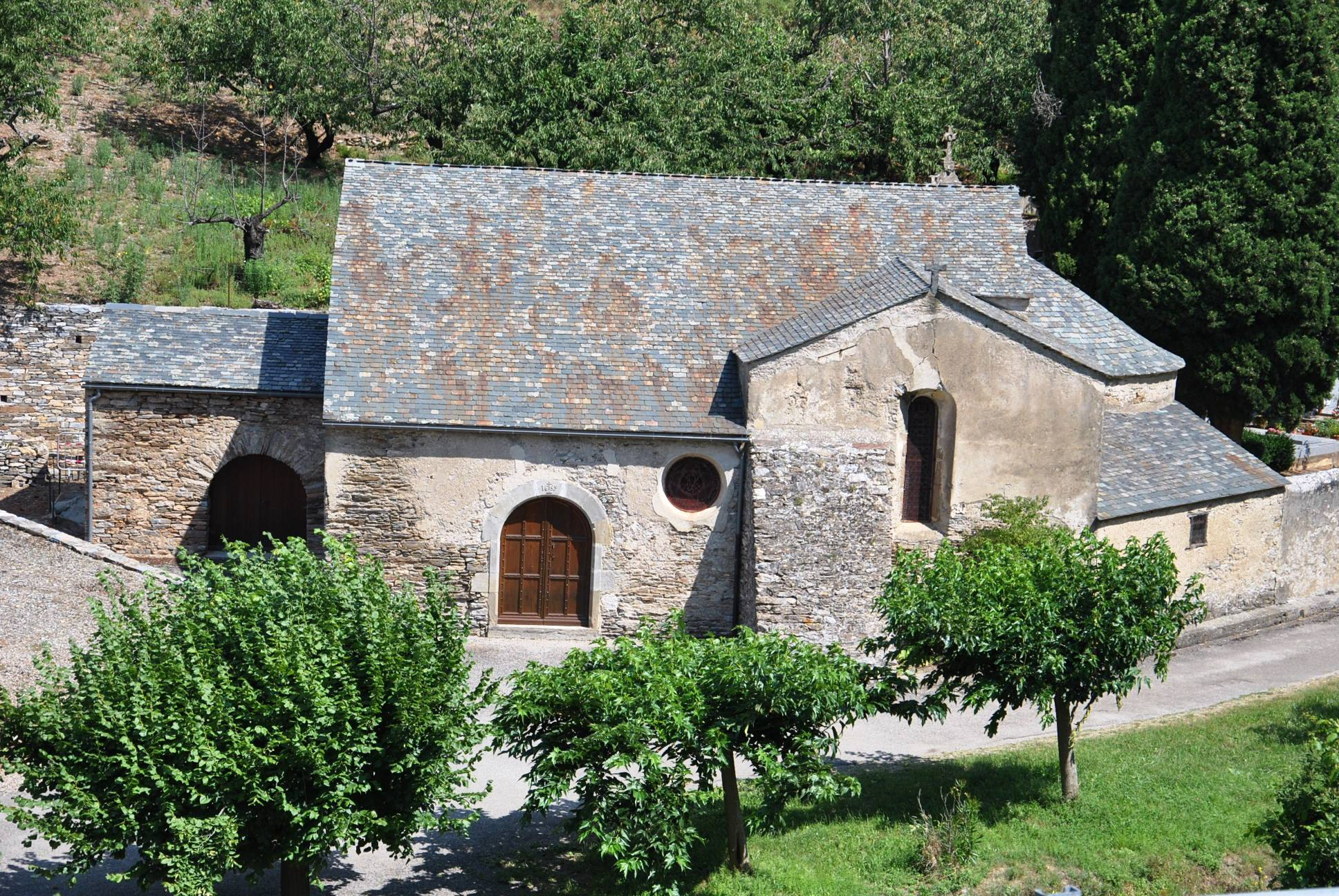
Chapelle Saint-Jean de Citou.

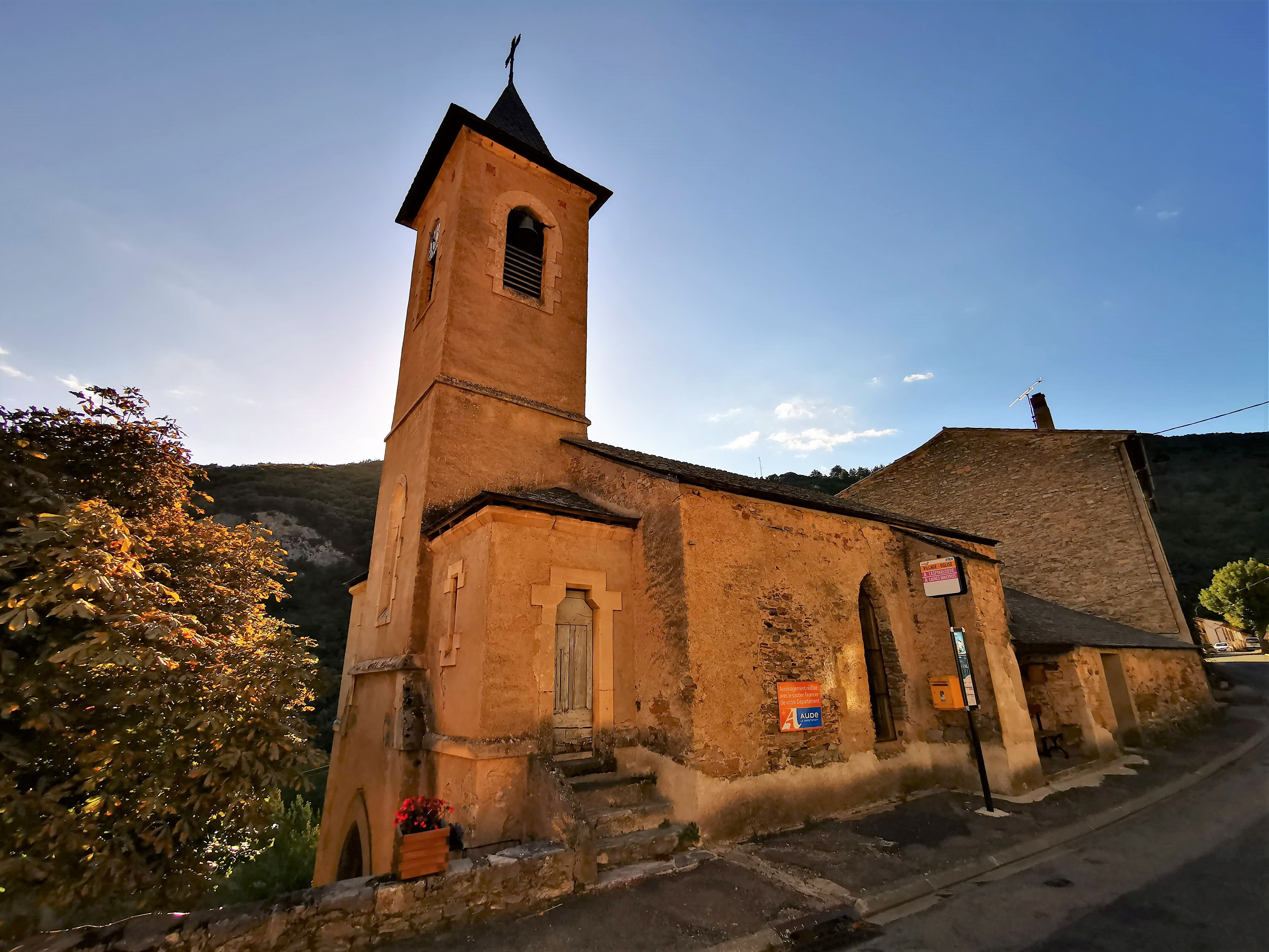
Église Saint-Jean-Baptiste de Citou.

| 1793 | 1800 | 1806 | 1821 | 1831 | 1836 | 1841 | 1846 | 1851 |
| ---- | ---- | ---- | ---- | ---- | ---- | ---- | ---- | ---- |
| 495  | 495  | 535  | 660  | 669  | 633  | 613  | 634  | 570  |

| 1856 | 1861 | 1866 | 1872 | 1876 | 1881 | 1886 | 1891 | 1896 |
| ---- | ---- | ---- | ---- | ---- | ---- | ---- | ---- | ---- |
| 546  | 546  | 500  | 453  | 462  | 422  | 380  | 352  | 362  |

| 1901 | 1906 | 1911 | 1921 | 1926 | 1931 | 1936 | 1946 | 1954 |
| ---- | ---- | ---- | ---- | ---- | ---- | ---- | ---- | ---- |
| 365  | 322  | 315  | 263  | 242  | 213  | 202  | 180  | 176  |

| 1962 | 1968 | 1975 | 1982 | 1990 | 1999 | 2006 | 2011 | 2016 |
| ---- | ---- | ---- | ---- | ---- | ---- | ---- | ---- | ---- |
| 144  | 137  | 120  | 110  | 90   | 96   | 84   | 81   | 90   |

| 2021 | 2022 | - | - | - | - | - | - | - |
| ---- | ---- | - | - | - | - | - | - | - |
| 95   | 99   | - | - | - | - | - | - | - |

## Économie

### Emploi
| Division       | 2008   | 2013   | 2018   |
| -------------- | ------ | ------ | ------ |
| Commune        | 5 %    | 2,6 %  | 12,8 % |
| Département    | 10,2 % | 12,8 % | 12,6 % |
| France entière | 8,3 %  | 10 %   | 10 %   |

En 2018, la population âgée de 15 à 64 ans s'élève à 46 personnes, parmi lesquelles on compte 68,1 % d'actifs (55,3 % ayant un emploi et 12,8 % de chômeurs) et 31,9 % d'inactifs,. En  2018, le taux de chômage communal (au sens du recensement) des 15-64 ans est supérieur à celui du département et de la France, alors qu'en 2008 la situation était inverse.
La commune fait partie de la couronne de l'aire d'attraction de Carcassonne, du fait qu'au moins 15 % des actifs travaillent dans le pôle,. Elle compte 14 emplois en 2018, contre 14 en 2013 et 14 en 2008. Le nombre d'actifs ayant un emploi résidant dans la commune est de 25, soit un indicateur de concentration d'emploi de 54,4 % et un taux d'activité parmi les 15 ans ou plus de 38,6 %.
Sur ces 25 actifs de 15 ans ou plus ayant un emploi, 11 travaillent dans la commune, soit 42 % des habitants. Pour se rendre au travail, 84,6 % des habitants utilisent un véhicule personnel ou de fonction à quatre roues, 11,5 % s'y rendent en deux-roues, à vélo ou à pied et 3,8 % n'ont pas besoin de transport (travail au domicile).

### Activités hors agriculture
10 établissements sont implantés  à Citou au 31 décembre 2019.
Le secteur du commerce de gros et de détail, des transports, de l'hébergement et de la restauration est prépondérant sur la commune puisqu'il représente 60 % du nombre total d'établissements de la commune (6 sur les 10 entreprises implantées  à Citou), contre 32,3 % au niveau départemental.

### Agriculture
|                                   | 1988 | 2000 | 2010 |
| --------------------------------- | ---- | ---- | ---- |
| Exploitations                     | 19   | 13   | 4    |
| Superficie agricole utilisée (ha) | 65   | 55   | 24   |

La commune fait partie de la petite région agricole dénommée « Région viticole ». En 2010, l'orientation technico-économique de l'agriculture  sur la commune est la production de fruits et autres cultures permanentes. Quatre exploitations agricoles ayant leur siège dans la commune sont dénombrées lors du recensement agricole de 2010 (douze en 1988). La superficie agricole utilisée est de 24 ha.

## Culture locale et patrimoine

### Lieux et monuments
- Château de Citou
Le château et ses abords sont inscrits au titre des sites naturels depuis 1942[42].

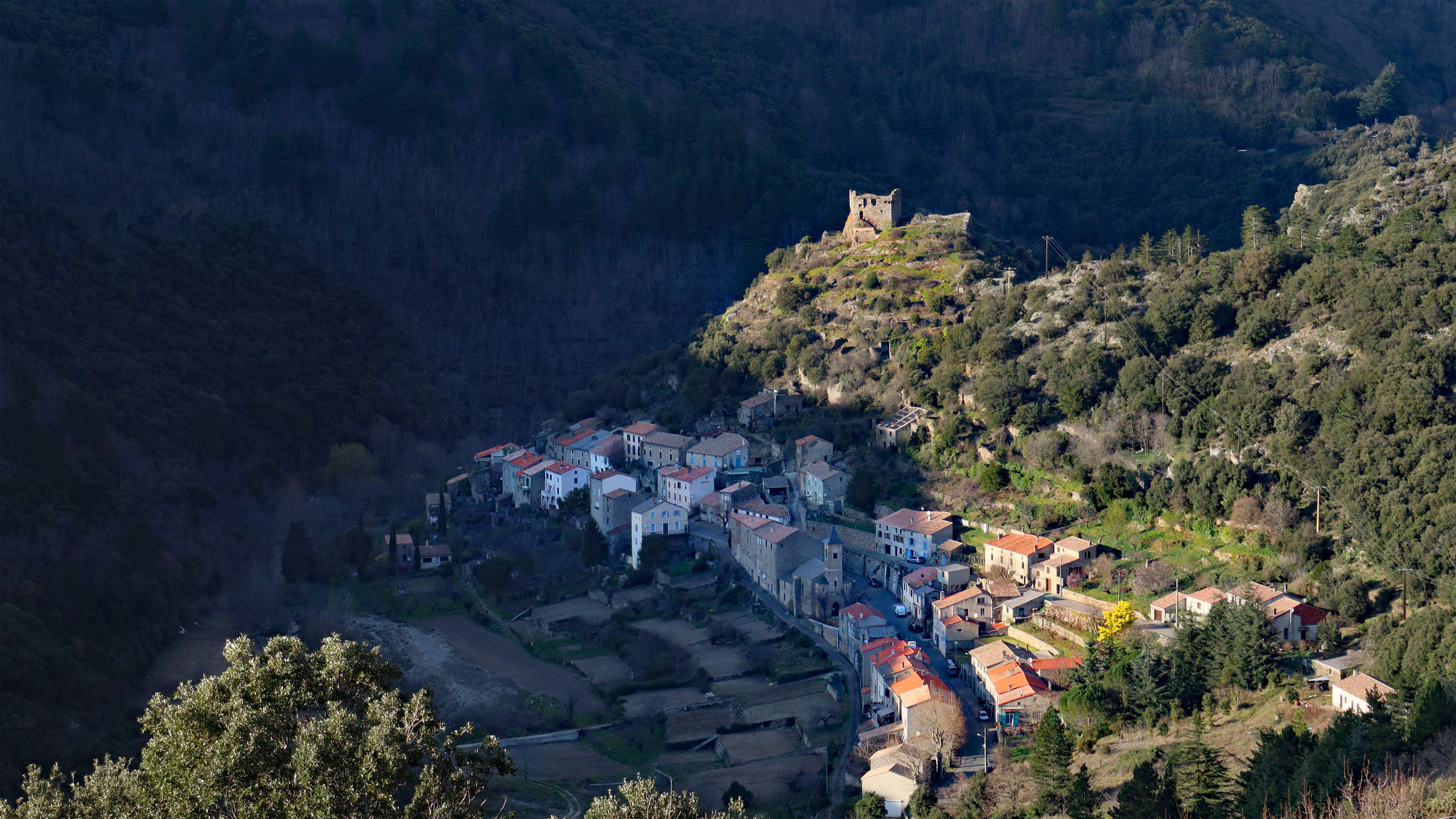
Les ruines du château dominent le village.

- Chapelle Saint-Jean de Citou. Les vantaux de la porte ont été inscrits au titre des monuments historiques en 1948[43].
- Église Saint-Jean-Baptiste de Citou.

### Personnalités liées à la commune
- Henri Gout homme politique (1876-1953), maire de Citou de 1912 à 1940, date à laquelle il est révoqué de ses mandats électifs par le régime de Vichy, conseiller général du canton de Peyriac-Minervois de 1913 à 1940, maire de Carcassonne de 1944 à 1947. Député radical-socialiste de l'Aude de 1928 à 1940, le 10 juillet 1940, il vota non aux pleins pouvoirs au maréchal Pétain.Hameau de Montbounous.

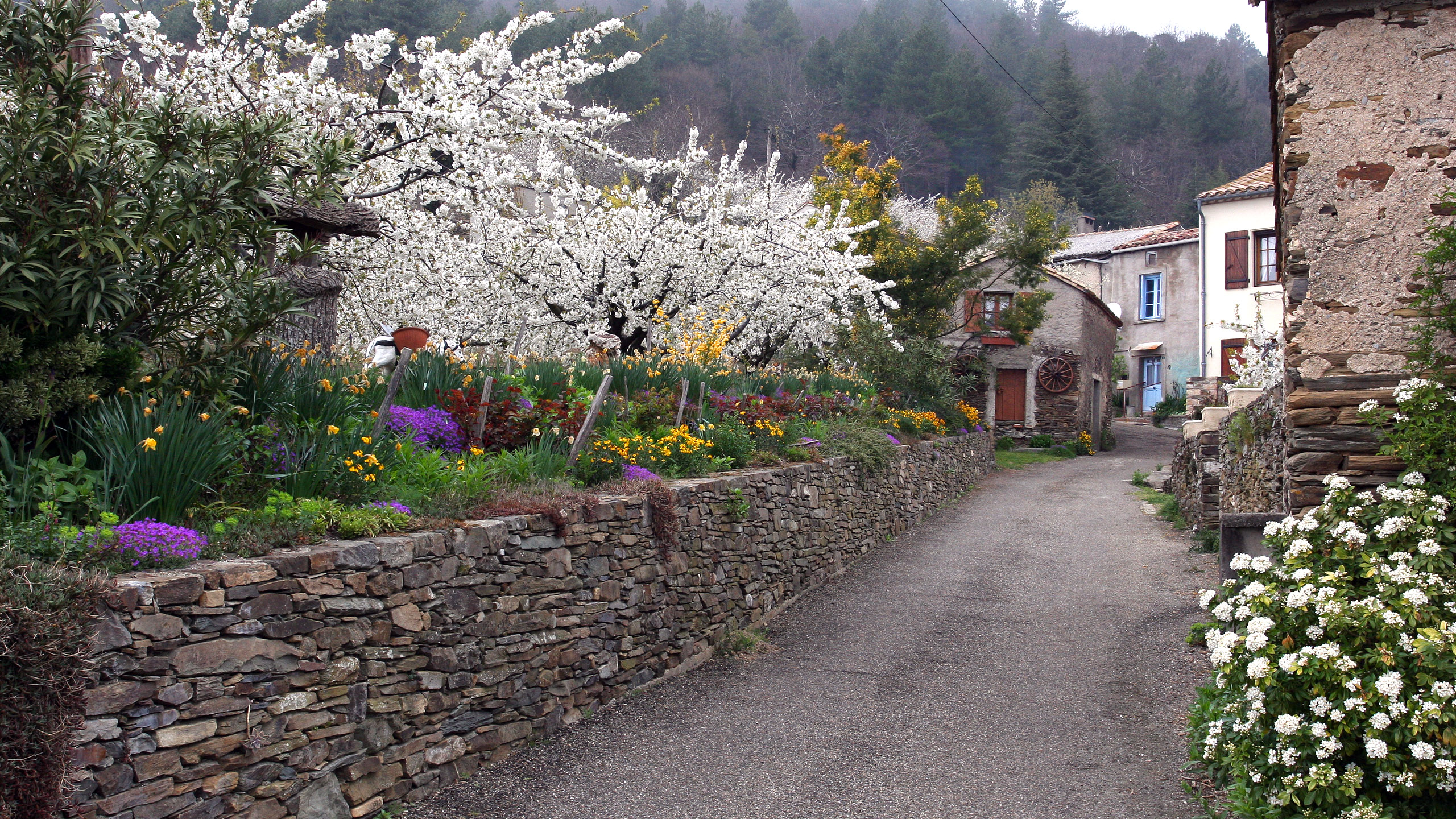
Hameau de Montbounous.

### Héraldique
| Citou | Son blasonnement est : D'azur aux deux fasces d'or accompagnées de six étoiles du même, trois en chef, deux en fasce et une en pointe. |

### Bibliographie

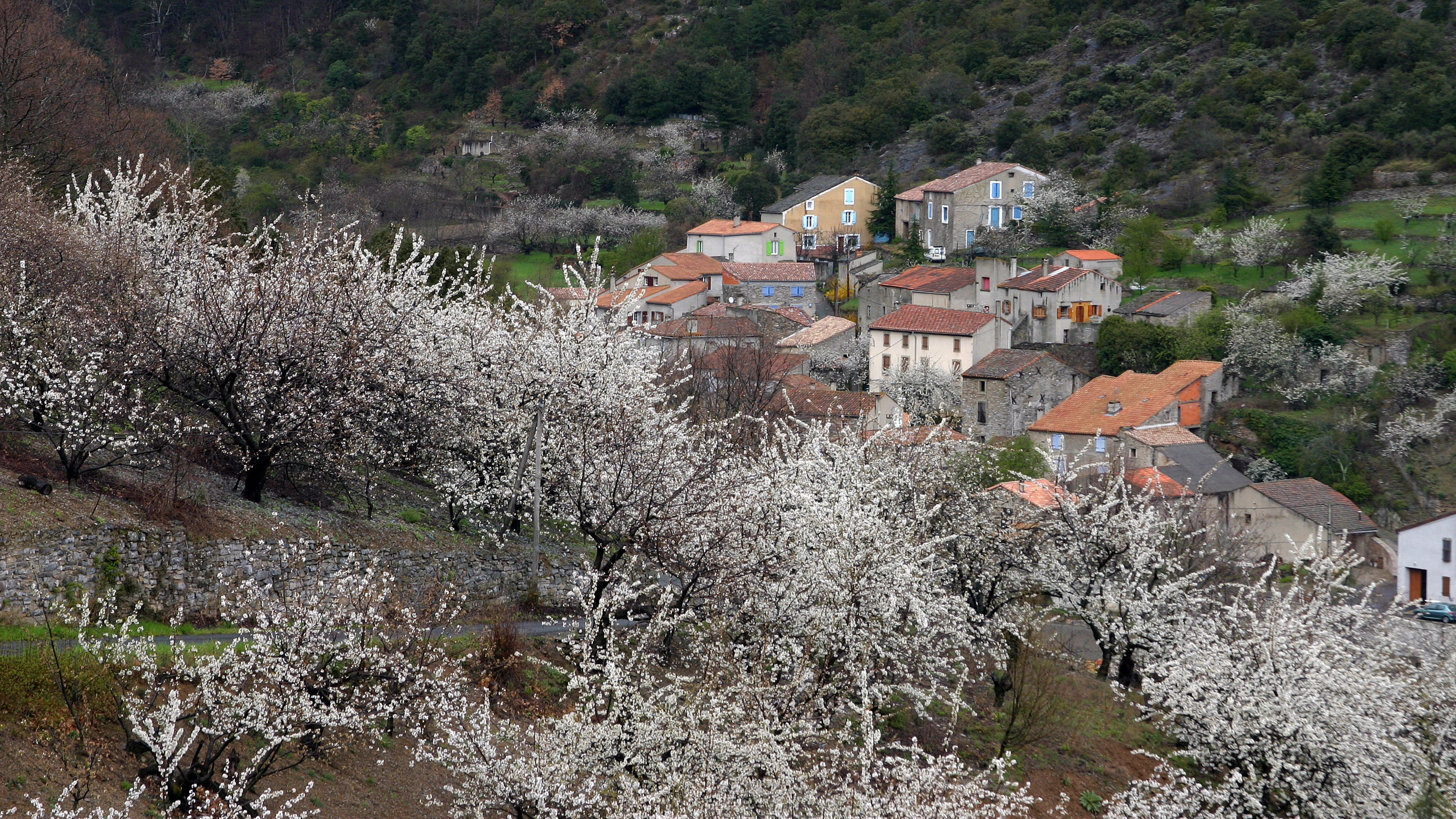
Hameau de Rieussec.

### Liens externes

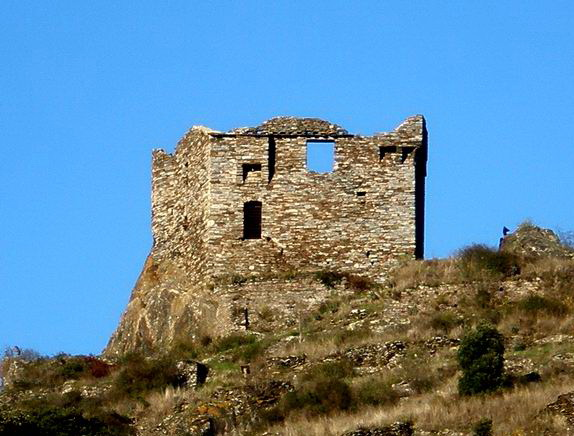
Ruines du château.